# Stopplaats Herculo
Stopplaats Herculo (geografische afkorting Hkl) (ook bekend als Harculo is een voormalige halte aan de Staatslijn A. De stopplaats Harculo lag tussen het huidige station Wijhe en Zwolle.
De stopplaats was geopend van 1891 tot 3 juni 1918.